# Eschwiller
Eschwiller (deutsch Eschweiler) ist eine französische Gemeinde mit 180 Einwohnern (Stand 1. Januar 2021) im Département Bas-Rhin in der Region Grand Est (bis 2015 Elsass). Sie gehört zum Kanton Ingwiller.

## Geografie
Eschwiller liegt am Rehbach im Westen des Krummen Elsass, 56 Kilometer nordwestlich von Straßburg, 15 Kilometer nordöstlich von Sarrebourg und 5,7 Kilometer westlich von Drulingen, zwischen den Nachbargemeinden Hirschland im Südwesten und Eywiller im Nordosten. Die Autoroute A4, die hier mit der Europastraße 25 identisch ist, verläuft östlich des Ortskerns.

## Geschichte
Eschwiller wurde als Ascovillare 718 erstmals urkundlich erwähnt. Der Ortsname wurde aus den germanischen Worten „Esche“ und „Weiler“ zusammengesetzt. Im Hundertjährigen Krieg (1337–1453) wurde die Ortschaft verlassen und erst 1690 wieder besiedelt. Die Siedler waren Katholiken aus Lothringen und der Picardie.
1793 wurde die Grafschaft Saarwerden von Frankreich beansprucht und Eschwiller erhielt im Zuge der Französischen Revolution (1789–1799) als Eschveiller den Status einer Gemeinde und 1801 das Recht auf kommunale Selbstverwaltung. Durch Gebietsänderungen nach dem Deutsch-Französischen Krieg (1870–1871) und dem Ersten Weltkrieg (1914–1918) gehörte Eschweiler von 1871 bis 1919 zu Deutschland.

## Wappen
Wappenbeschreibung: In Rot und Silber gespalten mit einer Lilie in verwechselten Farben.

## Bevölkerungsentwicklung
| Jahr      | 1910 | 1962 | 1968 | 1975 | 1982 | 1990 | 1999 | 2007 | 2017 |
| Einwohner | 256  | 181  | 186  | 176  | 178  | 184  | 183  | 163  | 183  |

## Sehenswürdigkeiten
Die Pfarrkirche Notre-Dame-de-l’Assomption wurde von 1771/72 unter der Leitung des Architekten Friedrich Joachim Stengel (1694–1787) nach dem Plan der Kirche von Lorentzen  gebaut. 1851 wurden Reparaturarbeiten durchgeführt. Von 1906 bis 1910 wurde die Kirche renoviert und ein neuer Glockenturm erbaut. 1995 wurde die Kirche restauriert, die 1992 in das Zusatzverzeichnis der Monuments historiques (historische Denkmale) eingetragen worden war.

## Wirtschaft
Wichtige Erwerbszweige der Eschwillerois sind Landwirtschaft (Mischkultur und Viehzucht) sowie Handel, Transportwesen und öffentliche Verwaltung. Es gibt eine Molkereigenossenschaft vor Ort.